# Weissmiesgruppe
Die Weissmiesgruppe ist eine Untergruppe der Walliser Alpen. Sie befindet sich im Südosten der Walliser Alpen und liegt zwischen dem Saastal im Westen und dem Simplonpass im Osten. Die nördliche Grenze bildet das Tal der Rhone. Hauptsächlich befinden sich die Berge dieser Untergruppe auf Schweizer Territorium, im Süden und Südosten reicht diese Untergruppe bis Italien. Die südliche Grenze bildet das Valle Anzasca.
Höchster Gipfel der Gruppe ist das Weissmies (4013 m ü. M.). Dieses bildet mit Fletschhorn (3985 m ü. M.) und Lagginhorn (4010 m ü. M.) das bekannte Dreigestirn der Gruppe. Zur Gruppe gehören auch das Böshorn, das Galehorn, das Magehorn, das Spitzhorli, das Tochuhorn und das Staldhorn.
Markant und etwa 19 Kilometer nördlich des Weissmies steht als nördlichster Gipfel der gesamten Kette das Glishorn (2525 m) über dem Rhonetal. Diese Kette bildet einen Abschnitt der Rhône-Po-Wasserscheide.
Der Westteil der Gruppe, insbesondere oberhalb von Saas Grund, ist recht gut touristisch erschlossen, während der Osten und Norden recht einsam ist.

## Bilder

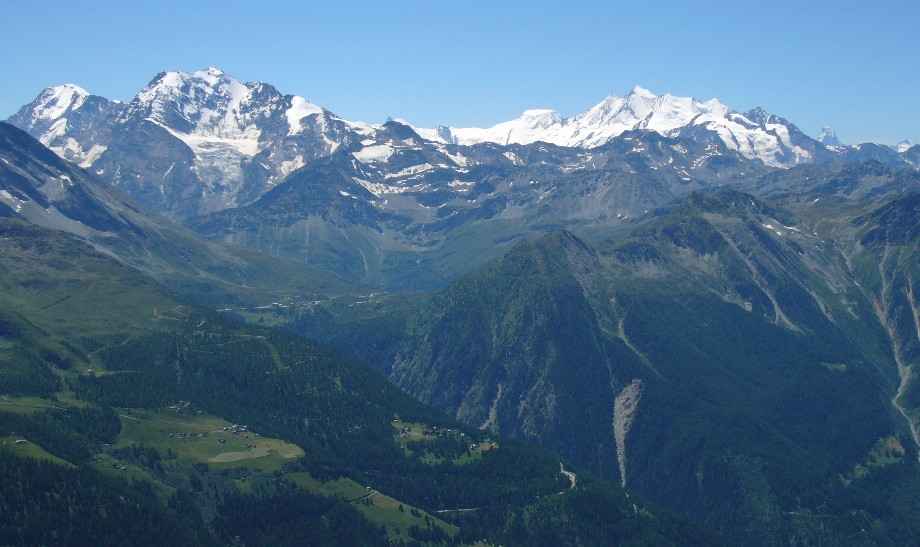
Weissmiesgruppe von Nordosten, links oberhalb des Simplonpasses; rechts im Hintergrund die Mischabelgruppe, ganz rechts Matterhorn.
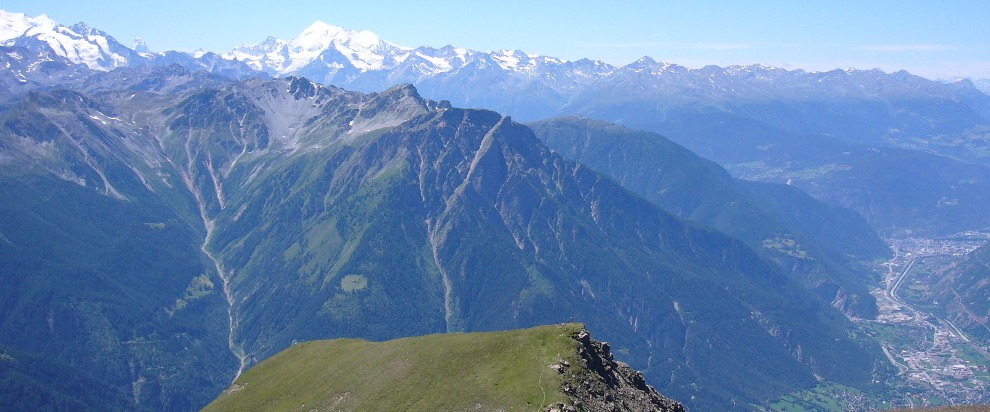
Über dem Rhonetal steht das Glishorn als nördlichster Gipfel der Kette. Im Hintergrund die Weisshorngruppe.
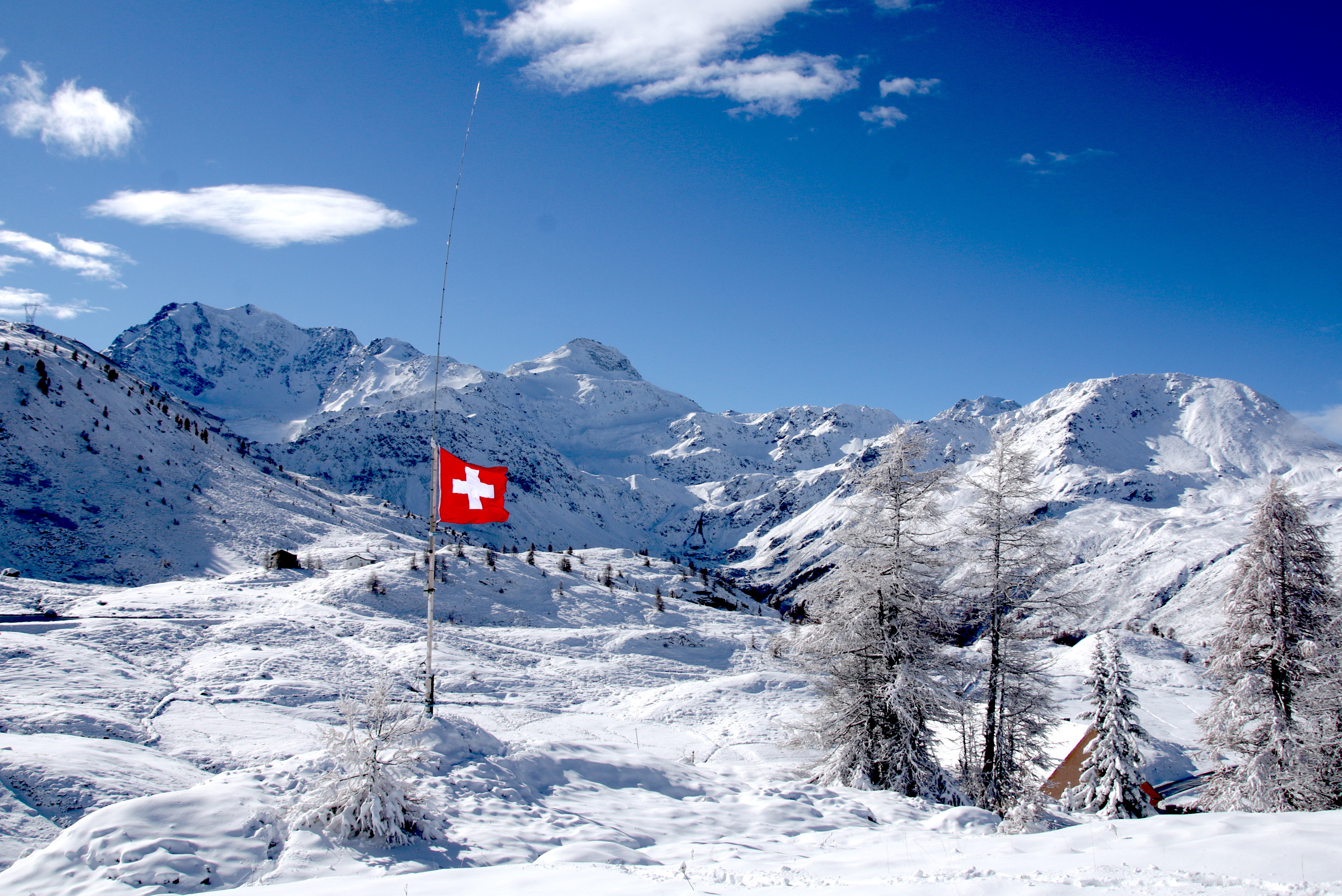
Fletschhorn (l), Böshorn (m) und Galehorn (r) vom Simplonpass aus gesehen.

| Weissmies |

| Fletschhorn |

| Lagginhorn |

| Böshorn |

| Galehorn |

| Magehorn |

| Spitzhorli |

| Tochuhorn |

| Staldhorn |

| Glishorn |

| Brig-Glis |

| Saas-Fee |

| Simplon |